# 257371 Miguelbello
257371 Miguelbello è un asteroide della fascia principale. Scoperto nel 2009, presenta un'orbita caratterizzata da un semiasse maggiore pari a 3,0716483 UA e da un'eccentricità di 0,0753939, inclinata di 8,04255° rispetto all'eclittica.